# De stad onder water
De stad onder water is een  stripverhaal uit de reeks van Jerom.

## Locaties
Dit verhaal speelt zich af op de volgende locaties:

## Personages
In dit verhaal spelen de volgende personages mee:
- Jerom, professor Barabas, tante Sidonia, postbezorger, sjeik Sal-Hami, schildwacht, Bedoeïenen, bemanning, onderzoekers, professor Rosarius, luchtmacht

## Uitvindingen
In dit verhaal spelen de volgende uitvindingen een rol:
- huis van tante Sidonia, Soedan, kamp in de woestijn, dorp aan de kust, Rode Zee, Aquapolis

## Het verhaal
Tante Sidonia krijgt een brief uit Soedan, professor Barabas verblijft aan de Rode Zee en heeft een stad onder het water ontdekt. Hij vraagt Jerom om hulp en stuurt sjeik Sal-Hami om hem te begeleiden. Jerom gaat samen met tante Sidonia naar Soedan en ze reizen op kamelen door de woestijn. De kaart waarop de plek van de stad onder water staat aangegeven, wordt gestolen en tante Sidonia en Jerom besluiten zo snel mogelijk naar de kust af te reizen. Op zee ligt het schip van professor Barabas voor anker en professor Barabas legt uit dat hij een stalen stad heeft laten bouwen om onderzoek te kunnen doen. Niemand weet van het bestaan van Aquapolis en de diefstal van de kaart geeft hem zorgen. Tijdens een onderzoek wordt gesaboteerd door een onbekend voertuig en Jerom gaat met professor Barabas op onderzoek uit. Ze zien het voertuig, maar dit raakt vast in het koraal. 
Ze ontdekken dat professor Rosarius in het voertuig zit en Jerom neemt hem mee naar hun eigen voertuig. Rosarius vertelt dat hij professor Barabas juist wilde beschermen. Hij doet ook onderzoek in de zee, maar dan vanuit een vissersboot. Er zit volgens hem een gevaar in het koraal, hier wordt door de lokale bevolking al eeuwen voor gewaarschuwd. Dan ontploft het voertuig van Rosarius en er komt een enorme krab tevoorschijn. Professor Barabas laat Aquapolis ontruimen en ze kunnen ontkomen aan de krab, maar het voertuig loopt schade op. Ze gaan naar een dorp van de Arabieren totdat het voertuig weer hersteld is. De krab komt echter aan wal en bedreigt het dorp, waarna professor Barabas de luchtmacht inschakelt. Alleen met hulp van Jerom lukt het om het dorp te redden. Rosarius en professor Barabas besluiten samen hun onderzoek voort te zetten in Aquapolis.